# Seraina Murk
Seraina Murk (ur. 18 maja 1971 r.) – szwajcarska narciarka, specjalistka narciarstwa dowolnego. Najlepszy wynik na mistrzostwach świata osiągnęła podczas mistrzostw w Madonna di Campiglio, gdzie zajęła 4. miejsce w skicrossie. Nie startowała na igrzyskach olimpijskich. Najlepsze wyniki w Pucharze Świata osiągnęła w sezonie 2006/2007, kiedy to zajęła 18. miejsce w klasyfikacji generalnej, a w klasyfikacji skicrossu była czwarta.
W 2010 r. zakończyła karierę.

## Sukcesy

### Mistrzostwa Świata
| Miejsce | Dzień    | Rok  | Miejscowość          | Konkurencja | Zwycięzca     |
| ------- | -------- | ---- | -------------------- | ----------- | ------------- |
| 20.     | 18 marca | 2005 | Ruka                 | Skicross    | Karin Huttary |
| 4.      | 6 marca  | 2007 | Madonna di Campiglio | Skicross    | Ophélie David |

### Puchar Świata

#### Miejsca w klasyfikacji generalnej
- 2002/2003 – 25.
- 2003/2004 – 27.
- 2004/2005 – 18.
- 2005/2006 – 24.
- 2006/2007 – 18.
- 2007/2008 – 30.
- 2008/2009 – 76.
- 2009/2010 – 75.

#### Miejsca na podium
1. Naeba – 21 lutego 2004 (Skicross) – 3. miejsce
2. Flaine – 10 stycznia 2007 (Skicross) – 3. miejsce

- W sumie 2 trzecie miejsca.